# Mister Babadook
Pour plus de détails, voir Fiche technique et Distribution.
Mister Babadook ou Le Babadook au Québec (The Babadook) est un film d'horreur psychologique australo-canadien, écrit et réalisé par Jennifer Kent, sorti en 2014. Il s'agit du premier film de la réalisatrice Jennifer Kent, adapté d'un court métrage intitulé Monster.

## Synopsis
Depuis la mort brutale de son mari, Amelia lutte pour ramener à la raison son fils de 6 ans, Samuel, devenu complètement incontrôlable et qu'elle n'arrive pas à aimer. Quand un livre de contes intitulé Mister Babadook se retrouve mystérieusement dans leur maison, Samuel est convaincu que le Babadook est la créature qui hante ses cauchemars. Ses visions prennent alors une tournure démesurée, il devient de plus en plus imprévisible et violent. Amelia commence peu à peu à sentir une présence malveillante autour d’elle et comprend que les avertissements de Samuel ne sont peut-être pas que des hallucinations…

## Fiche technique
- Titre original : The Babadook
- Titre français : Mister Babadook
- Titre québécois : Le Babadook
- Réalisation : Jennifer Kent
- Scénario : Jennifer Kent
- Décors : Alex Holmes
- Direction artistique : Karen Hannaford
- Costumes : Heather Wallace
- Photographie : Radoslaw Ladczuk
- Son : Frank Lipson
- Montage : Simon Njoo
- Musique : Jed Kurzel
- Production : Kristina Ceyton et Kristian Moliere
- Sociétés de production : Causeway Films ; Smoking Gun Productions (coproduction)
- Sociétés de distribution : Umbrella Entertainment (Australie) ; Wild Bunch (France)
- Pays d'origine : Australie, Canada
- Langue originale : anglais
- Genre : horreur, fantastique, thriller, drame
- Durée : 94 minutes
- Dates de sortie :
  -  États-Unis : 17 janvier 2014 (festival du film de Sundance 2014)
  -  Australie : 22 mai 2014
  -  France : 30 juillet 2014
- Interdit aux moins de 12 ans lors de sa sortie France

## Distribution
- Essie Davis (V. F. : Elsa Lepoivre) : Amelia
- Noah Wiseman (V. F. : Eythan Solomon) : Samuel
- Daniel Henshall (V. F. : Jérôme Pouly) : Robbie
- Hayley McElhinney (V. F. : Ludmila Ruoso) : Claire
- Craig Behenna (V. F. : Emmanuel Lemire) : Warren
- Benjamin Winspear (V. F. : Emmanuel Lemire) : Oskar
- Barbara West (V. F. : Jacqueline Cohen) : Mrs. Roach

Source et légende : Version française (V. F.) sur le site d’AlterEgo (la société de doublage) et sur RS Doublage

## Accueil

### Accueil critique
Mister Babadook reçoit le score élevé de 98 % de critiques positives sur Rotten Tomatoes. Il reçoit une note de 8,2 sur 100 critiques.

### Box-office
| Pays ou région    | Box-office      | Date d'arrêt du box-office | Nombre de semaines |
| ----------------- | --------------- | -------------------------- | ------------------ |
| États-Unis Canada | 964 413 $       | 12 mars 2015               | 15                 |
| France            | 130 310 entrées | 27 août 2014               | 5                  |
| Monde             | 10 312 540 $    | 29 novembre 2015           | ?                  |

## Distinctions

### Récompenses
- Festival international du film fantastique de Gérardmer 2014 : prix du jury, prix du jury jeune, prix du public et prix de la critique
- Festival international du film de Catalogne 2014 : meilleure actrice pour Essie Davis
- Kansas City Film Critics Circle Awards 2014 : meilleur film de science-fiction, d'horreur ou fantastique
- New York Film Critics Circle Awards 2014 : meilleur premier film pour Jennifer Kent

### Nominations et sélections
- Festival du film de Sundance 2014 : sélection « New Frontier »
- British Independent Film Awards 2014 : meilleur film indépendant international
- Critics' Choice Movie Awards 2015 :
  - Meilleur espoir pour Noah Wiseman
  - Meilleur film de science-fiction/horreur